# Ракитне (Казахстан)
Раки́тне (каз. Ракитное) — село у складі Тимірязєвського району Північноказахстанської області Казахстану. Входить до складу Куртайського сільського округу.
Населення — 50 осіб (2021; 91 у 2009, 220 у 1999, 291 у 1989).
Національний склад станом на 1989 рік:
- казахи — 32 %
- росіяни — 30 %.

До 16 серпня 1971 року село називалось Куртай.